# La henriada
La Henriada es un poema épico del autor ilustrado francés Voltaire. Fue publicado por primera vez en 1723 bajo el título La Ligue, e impreso varias veces a lo largo de la vida de Voltaire.
Según el propio Voltaire, la obra fue escrita en honor a Enrique IV de Francia. El asunto de la obra es el asedio de París, en 1589, por parte de Enrique III y Enrique de Navarra, quien pronto sería coronado como Enrique IV, pero los temas que se presentan son, principalmente, el fanatismo religioso y las luchas intestinas, así como la situación política de Francia. Voltaire pretendió ser el Virgilio francés y, al ubicar la acción entre París e Ivry, defendió el principio aristotélico de la unidad de lugar.

## Estructura

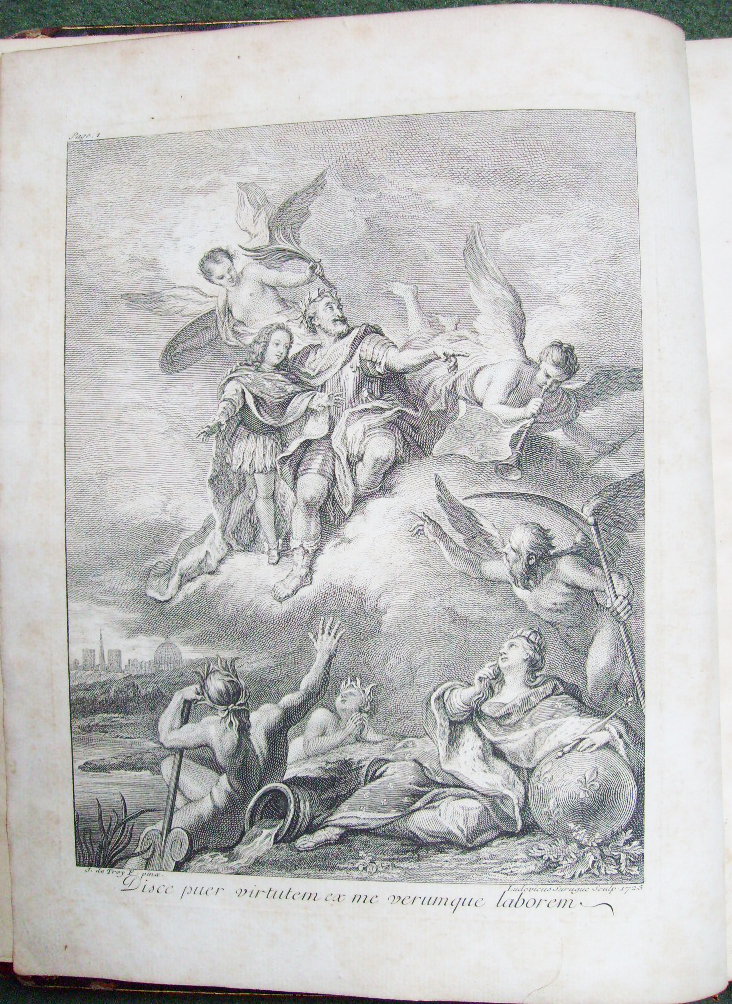
Edición de La Henriada ilustrada por Jean-Michel Moreau

El poema, estructurado en diez cantos, presenta dos partes: la primera tiene un punto de vista estrictamente histórico, mientras que en la segunda Voltaire se deja llevar por su imaginación. Se incluye, entre otras cosas, el vaticinio de la conversión de Enrique IV bajo la protección de san Luis.
El poema está escrito en versos alejandrinos de doce sílabas. Algunos comentaristas le reprocharon que este ritmo particular del verso era inadecuado para el contenido y tema del texto.